# Bzovícká pahorkatina
Bzovícka pahorkatina je geomorfologický podcelek Krupinské planiny.

## Vymezení
Podcelek zabírá západní část Krupinské planiny a sahá od Krupiny po Šahy. Severozápadním směrem leží Štiavnické vrchy s podcelky Skalka a Sitnianska vrchovina, na západě území klesá do Podunajské pahorkatiny s podcelky Ipeľská pahorkatina a Ipeľská niva. V nejjižnější části na krátkém úseku sousedí Ipeľská kotlina (podcelek Juhoslovenskej kotliny) a východním směrem pokračuje Krupinská planina podcelky Modrokamenské úboče, Dačolomská planina a Závozská vrchovina.

## Chráněná území
Severozápadní část území zasahuje do CHKO Štiavnické vrchy, z maloplošných území tady leží:
- Čabraď – přírodní rezervace
- Tesárska roklina – přírodní památka
- Šinkov salaš – přírodní rezervace
- Šípka – přírodní rezervace[2]

## Doprava
Údolím Krupinice vede významný severo-jižní koridor E 77 (Krakov – Budapešť) v trase silnice I/66, jako i železniční trať Zvolen – Čata.

## Turistika
Na území Bzovícké pahorkatiny se nachází vícero turistických atrakcí, mezi nimi bývalé královské město Krupina s vartovkou, lázeňské městečko Dudince, či ruiny kláštera v Bzovíku.